# Electrophaes atrofasciata
Electrophaes atrofasciata là một loài bướm đêm trong họ Geometridae.